# Ilsinho
Ilson Pereira Dias Junior,  med artistnamnet Ilsinho född 12 oktober 1985 i São Bernardo do Campo, Brasilien, är en brasiliansk fotbollsspelare som spelar för Philadelphia Union. Han har även representerat Brasiliens landslag. 

## Klubbkarriär
Ilsinho började sin karriär 2006 i Sociedade Esportiva Palmeiras innan byte till São Paulo. Senare samma år att byta från Cicinho till Real Madrid. 
Den 29 juli 2007 meddelades det att Ilsinho hade avslutat övergång till den ukrainska klubb Sjachtar Donetsk, han hade undertecknat ett fyraårigt kontrakt värt 10 miljoner euro med klubben fram till den 29 juli 2011.

## Landslagskarriär
Den 8 mars 2007 blev han uttaget till Brasiliens landslag för första gången till två vänskapsmatcher mot Chile och Ghana. Han fick sin landslagsdebut mot Ghana den 27 mars 2007.
Ilsinho var även med till att spela hem bronsmedaljen till Brasilien vid OS 2008 i Peking. Han fick dock bara spela en match där han kom in som ersättare.

## Meriter
- Brasilianska ligan: 1

2006
- Ukrainska ligan: 1

2008
- Ukrainska cupen: 1

2008
- Ukrainska supercupen: 1

2008
- UEFA-cupen: 1

2009

### Personliga
- Brasilianska Bola de Prata: 2006
- Bästa Elva i Ukrainska ligan: 2007-2008